# Gundam Reconguista in G
Gundam Reconguista in G (ガンダム Gのレコンギスタ?, Gandamu G no Rekongisuta), altresì noto come G-Reco (Gレコ?), è un anime che fa parte del franchise Gundam, prodotto dallo studio Sunrise nel 2014. Creata per celebrare il 35º anniversario della saga, la serie vede il ritorno del suo creatore, Yoshiyuki Tomino, come regista e soggettista dopo quindici anni dal suo ultimo lavoro originale su Gundam (ovvero Turn A Gundam nel 1999).
Il character design è di Ken'ichi Yoshida, di Overman King Gainer e Eureka Seven, mentre il mecha design è stato progettato da Akira Yasuda, Ippei Gyōbu e Kimitoshi Yamane. La colonna sonora è stata composta da Yūgo Kanno.
L'anime è stato trasmesso in Giappone dal 2 ottobre 2014 al 26 marzo 2015, con un'anteprima dei primi tre episodi proiettata nei cinema giapponesi il 23 agosto 2014. È la prima serie principale di Gundam ad andare in onda nel blocco notturno Dal 2019 al 2022 è stata pubblicata una serie di compilation di film in cinque parti.

## Trama
Nel Regild Century 1014, 1.014 anni dopo la fine del Secolo Universale, un giovane membro della Guardia della Capitale di nome Bellri Zenam (ベルリ・ゼナム?, Beruri Zenamu), incaricato di proteggere l'ascensore orbitale Capital Tower, incontra e aiuta a catturare un mobile suit altamente avanzato, il G-Self e il suo pilota, Aida Surgan (アイーダ・スルガン?, Aida Surugan), mentre difende la torre dai pirati spaziali chiamati Pirate Corps. Sentendo una connessione sia con il G-Self che con il suo pilota, Bellri è in grado di controllare il mobile suit, utilizzabile solo da pochi eletti. 
Il G-Self viene ricatturato dall'astronave americana Megafauna, e Bellri successivamente aiuta a respingere gli attacchi dell'"Esercito della Capitale", una fazione militarista della Capital Tower che sostiene il riarmo, guidata dal colonnello Cumpa Rusita, e del suo eccentrico Capitan Mask. La Megafauna ritorna nel Territorio della Capitale per negoziare un cessate il fuoco e un'alleanza per prepararsi a una presunta minaccia dallo spazio, ma il lancio inaspettato di una flotta americana provoca la ripresa delle ostilità.
La Megafauna fugge nello spazio, arrivando nella terra sacra di Sankt Porto in cima alla Capital Tower, che è stata occupata dalle forze americane che cercano il controllo dei servizi distribuiti dal Territorio della Capitale. Riconoscendo la crescente forza militare delle fazioni terrestri, la colonia lunare di Towasanga invia la sua flotta Dorette per iniziare la "Ricognizione", una ricolonizzazione della Terra. Nel caos che ne consegue, la Megafauna e un paio di navi americane e dell'Esercito della Capitale viaggiano verso la Luna.
A Towasanga, Bellri e Aida scoprono di essere gli ultimi membri sopravvissuti della famiglia reale Rayhunton, inviati sulla Terra da bambini per proteggerli dalla flotta Dorette. Alla ricerca della verità dietro il conflitto, Aida comanda la Megafauna alle colonie del Globo di Venere, la fonte delle Batterie Fotoniche e di altre tecnologie avanzate che hanno portato alla rapida militarizzazione della Terra. Dopo una battaglia con il G-IT Corps, un'altra fazione che supporta i Reconguistra, scoprono che Cumpa Rusita è il Towasangan che li ha portati sulla Terra e ha fornito agli Earthnoid i progetti per le astronavi e i mobile suit con l'intenzione di stimolare il conflitto armato e rafforzare la razza umana.
La Megafauna ritorna sulla Terra con mobile suit potenziati e scopre che la guerra si è intensificata ulteriormente. L'America si è alleata con la Flotta Dorette, mentre Capitan Mask si allea con il G-IT Corps per garantire che la sua razza storicamente oppressa abbia un posto nel nuovo ordine mondiale. Ne consegue una caotica battaglia finale sugli altopiani della Guyana, tra i resti delle guerre passate, e Cumpa Rusita viene uccisa nel fuoco incrociato tra Bellri e Capitan Mask. Dopo aver riscoperto gli orrori della guerra nel corso delle loro avventure, l'equipaggio della Megafauna forza un cessate il fuoco con la tecnologia del Secolo Universale.
Alcuni mesi dopo, un equipaggio congiunto di Earthnoid e Spacenoid provenienti da diverse nazioni inizia un viaggio intorno al mondo per promuovere la pace e la comprensione. Bellri sbarca in Giappone e scala il Monte Fuji, con l'intenzione di vedere il mondo con le proprie gambe.

## Personaggi

### Esercito della Capitale / Guardia della Capitale / Territorio della Capitale
Bellri Zenam (ベルリ・ゼナム?, Beruri Zenamu)
Doppiato da: Mark Ishii
Un cadetto della Capital Guard Academy di 17 anni e il pilota principale dell'YG-111 G-Self che si coinvolge con l'equipaggio della Megafauna. A causa del Codice Rayhunton, Bellri è una delle tre persone che possono utilizzare il G-Self, le altre sono Aida Surugan e Raraiya Akuparl. In verità, è un erede della famiglia Towasangan Rayhunton e il fratello minore biologico di Aida Surugan.
L'YG-111 G-Self, noto anche come Gundam G-Self, è un prototipo di mobile suit unico nel suo genere costruito dai ribelli Towasangan utilizzando l'antica Rosa di Hermes Blueprints. Utilizza un esclusivo Photon Frame a corpo intero nella sua costruzione, che lo rende più potente e versatile della maggior parte dei mobile suit dell'epoca. Può essere equipaggiato con vari pacchetti di equipaggiamento che gli conferiscono varie abilità e armi speciali.
Noredo Nug (ノレド・ナグ?, Noredo Nagu)
Doppiata da: Minako Kotobuki
Una cheerleader e amica d'infanzia di Bellri. Agisce come custode di Raraiya e alla fine co-pilota il VGGM-Gf10 G-Lucifer con lei.
Nobell (ノベル?, Noberu)
Doppiato da: Ayahi Takagaki
Il robot personale di tipo HAROBE di Noredo, che prende il nome sia da Noredo che da Bellri.
Raraiya Monday (ラライヤ・マンディ?, Raraiya Mandy)
Doppiato da: Yukari Fukui
Vero nome Raraiya Akuparl (ラライヤ・アクパール?, Raraiya Akuparu). Nativa di Towasangan e originariamente membro della fazione lealista di Rayhunton, Raraiya consegna il G-Sé sulla Terra, ma soffre di una grave privazione di ossigeno che la affligge con l'amnesia e riporta la sua mente a quella di una bambina. Alla fine recupera completamente i suoi ricordi e le sue facoltà e diventa il co-pilota del VGGM-Gf10 G-Lucifer insieme a Noredo.
Il VGGM-Gf10 G-Lucifer, noto anche come Gundam G-Lucifer, è un prototipo di mobile suit sviluppato dal laboratorio G-IT di Venus Globe. Presenta una testa unica con una telecamera a occhio singolo che ricorda i mobile suit un tempo utilizzati dal Principato di Zeon. Dispone inoltre di due sedili nella cabina di pilotaggio, uno per il pilota principale e uno per un copilota al fine di raccogliere dati e gestire i sistemi durante i test. È dotato di un sistema noto come Moonlight Butterfly, che diffonde nanomacchine che disabilitano e distruggono la tecnologia.
Luin Lee / Mask  (ルイン・リー / マスク?, Ruin Rī / Masuku)
Doppiato da: Takuya Satō
Uno studente dell'Accademia della Guardia Capitale e compagno di classe di Bellri. Luin è una Kuntala, una casta inferiore di persone che un tempo venivano utilizzate come fonte di cibo durante le carestie alla fine del Secolo Universale. La discriminazione Kuntala lo ispira a diventare un simbolo della forza del suo popolo unendosi all'Esercito della Capitale come Capitan Mask. Come Capitan Mask, Luin sviluppa un'aperta rivalità con Bellri che si intensifica solo quando viene ripetutamente sconfitto in battaglia. Pilota il CAMS-03 Elf Bullock, il CAMS-05 Mack Knife e il VGGM-Git01 Kabikali.
Manny Ambassada (マニィ・アンバサダ?, Manyi Anbasada)
Doppiato da: Ayahi Takagaki
La fidanzata di Luin Lee e compagna di Kuntala. Si unisce all'esercito della capitale e diventa il pilota dell'armatura mobile G-Rach.
Dellensen Samatar (デレンセン・サマター?, Derensen Samatā)
Doppiato da: Tsuyoshi Koyama
L'insegnante di Bellri all'Accademia della Guardia Capitale.
Kerbes Yoh (ケルベス・ヨー?, Kerubesu Yō)
Doppiato da: Yusuke Suda
Un istruttore dell'Accademia della Guardia Capitale che si unisce all'equipaggio di Megafauna. È implicito che sia attratto da Raraiya.
Wilmit Zenam (ウィルミット・ゼナム?, Uirumitto Zenamu)
Doppiata da: Atsuko Tanaka
Madre adottiva di Bellri e Direttore delle Operazioni per il Territorio della Capitale. In qualità di Direttore delle Operazioni, è responsabile dell'applicazione dei tabù SU-Cordism.
Becker Shadam (ベッカー・シャダム?, Bekkā Shadamu)
Doppiato da: Keiji Himeno
Un capitano dell'Esercito della Capitale. Pilota un CAMS-04 Wuxia.
Cumpa Rusita (クンパ・ルシータ?, Kunpa Rushīta)
Doppiato da: Akio Hirose
Capo della Divisione di Ricerca della Guardia della Capitale e fondatore dell'Esercito della Capitale.
Barara Peor (バララ・ペオール?, Barara Peōru)
Doppiato da: Mai Nakahara
Un ufficiale dell'Esercito della Capitale e diretto subordinato di Luin Lee/Capitan Mask, noto per i suoi caratteristici auricolari che assomigliano alle orecchie di coniglio. Pilota il Bifron, un Mack Knife CAMS-05 rosa e l'armatura mobile Yggdrasil.
Gel Trimedestus Nug (ゲル・トリメデストス・ナグ?, Geru Torimedesutosu Nagu)
Doppiato da: Shinshū Fuji
Leader del SU-Cordismo, una pseudo-religione diffusa che considera sacro l'ascensore spaziale della Capital Tower. SU-Cordism rafforza anche un tabù che ha stagnato il progresso tecnologico e mantiene il monopolio delle batterie fotoniche.
Jugan Meinstron (ジュガン・マインストロン?, Jugan Mainsutoron)
Doppiato da: Junichi Suwabe
Birgiz Shiba (ビルギーズ・シバ?, Birugīzu Shiba)
Doppiato da: Hiroshi Naka

### Amerian Army / Pirate Corps
Aida Surugan (アイーダ・スルガン?, Aīda Surugan)
Doppiato da: Yu Shimamura
Un membro di 19 anni dell'equipaggio di Megafauna che tenta di recuperare l'YG-111 G-Self dalla Guardia della Capitale. Pilota principalmente l'MSAM-033 G-Arcane, ma è anche una delle tre persone in grado di utilizzare l'YG-111 G-Self grazie al codice Rayhunton. In verità, è la sorella maggiore biologica di Bellri e un'erede della Casa Rayhunton di Towasanga.
L'MSAM-033 G-Arcane, noto anche come Gundam G-Arcane, è stato costruito dall'esercito americano utilizzando i progetti della Rosa di Hermes. È in grado di trasformarsi in una modalità aereo per il volo atmosferico ed è armato con un fucile antinave. Il G-Arcane viene successivamente aggiornato con l'equipaggiamento Full Dress, che sostituisce il rialzo della gonna con un grande pacco batteria e raccoglitori presi dai pezzi di ricambio del VGGM-Gb03 Gaeon.
Gusion Surugan (グシオン・スルガン?, Gushion Surugan)
Doppiato da: Hiroyuki Kinoshita
Padre adottivo di Aida e generale dell'esercito americano.
Cahill Saint (カーヒル・セイント?, Kāhiru Seinto)
Doppiato da: Toshiyuki Morikawa
L'amante di Aida e un pilota di mobile suit sulla Megafauna, pilotando un GH-001 Grimoire.
Klimton Nicchini / Klim Nick (クリムトン・ニッキーニ / クリム・ニック?, Kurimuton Nikkīni / Kurimu Nikku)
Doppiato da: Ryota Ohsaka
Un tenente di 20 anni e pilota di mobile suit dell'esercito americano. Arrogante e compiaciuto, afferma di essere un genio ed è considerato fastidioso dai suoi compagni di equipaggio. Pilota principalmente un MSAM-YM03 Montero blu, ma anche un MSAM-034a Space Jahannam blu, l'armatura mobile VGGM-La01a Dharma e il VGGM-La01b Dahack.
Donyell Tos (ドニエル・トス?, Donieru Tosu)
Doppiato da: Shinpachi Tsuji
Il capitano della Megafauna.
Mick Jack (ミック・ジャック?, Mikku Jakku)
Doppiata da: Michiko Kaiden
Un tenente dell'esercito americano di 24 anni e pilota di mobile suit che assiste spesso la Megafauna. Pilota un'Ecate rosa, la Trinità e l'Armorzagan.
Happa (ハッパ?, Happa)
Doppiato da: Chihiro Suzuki
Un meccanico sulla Megafauna.
Manzo (ステア?, Sutea)
Doppiata da: Michelle Yumiko Payne
Timoniere di Megafauna.
Ufficiale esecutivo (副長?, Fukuchō)
Doppiato da: Junichi Suwabe
L'XO di Megafauna.
Gisela (ギゼラ?, Gizera)
Doppiato da: Kairi Satake
Ufficiale di ponte di Megafauna.
Adams Smith (アダム・スミス?, Adamu Sumisu)
Doppiato da: Mitsuaki Kanuka
Capo ponte della Megafauna.
Clem Moa (クレン・モア?, Kuren Moa)
Doppiato da: Itaru Yamamoto
Il capo meccanico della Megafauna.
Maki Sole (マキ・ソール?, Maki Sōru)
Doppiata da: Sakiko Tamagawa
Un membro dell'equipaggio di Megafauna.
Jama Delia (ジャマ・デリア?, Jama Deria)
Doppiato da: Tomohiro Fujitaka
Un membro dell'equipaggio di Megafauna.
Ressel Blanc (レッセル・ブラン?, Resseru Buran)
Doppiato da: Taishi Murata
Un membro dell'equipaggio di Megafauna.
Annette Sora (アネッテ・ソラ?, Anette Sora)
Doppiato da: Miyuki Satō
Un meccanico sulla Megafauna.
Medi Susun (メディー・ススン?, Medī Susun)
Doppiato da: Junichi Suwabe
Un medico sulla Megafauna.
Kiran Kim (キラン・キム?, Kiran Kimu)
Doppiata da: Mīna Obata
Un'infermiera sulla Megafauna.
Luan (ルアン?, Ruan)
Doppiato da: Yoshiaki Hasegawa
Un pilota di GH-001 Grimoire assegnato alla Megafauna.
Oliver (オリバー?, Oribā)
Doppiato da: Takuya Masumoto
Un pilota di GH-001 Grimoire assegnato alla Megafauna.
Zuchini Nicchini (ズッキーニ・ニッキーニ?, Zukkīni Nikkīni)
Doppiato da: Toshihiko Kojima
Il padre di Klim Nick e il Presidente degli Stati Uniti.

### Towasanga
Noutu Dorette (ノウトゥ・ドレット?, Noutu Doretto)
Doppiato da: Ryūji Mizuno
Un generale Towasangan e leader della flotta Dorette, la forza principale dietro il "Reconguista".
Mashner Hume (マッシュナー・ヒューム?, Masshunā Hyūmu)
Doppiato da: Chiaki Takahashi
Un ufficiale della flotta Dorette. Implicitamente coinvolto con Rockpie Getty.
Turbo Brockin (ターボ・ブロッキン?, Tābo Burokkin)
Doppiato da: Satoshi Taki
Comandante della Flotta Dorette.
Rockpie Getty (ロックパイ・ゲティ?, Rokkupai Geti)
Doppiato da: Junya Hirano
Un pilota della flotta Dorette. Pilota un Moran dalle braccia rosse e il Gaitrash.
Ringo Lon Giamanotta (リンゴ・ロン・ジャマノッタ?, Ringo Ron Jamanotta)
Doppiato da: Shintaro Asanuma
Un pilota di mobile suit Towasangan che alla fine diserta per la Megafauna. Litiga spesso con Kerbes Yoh a causa di una cotta condivisa per Raraiya. Pilota un Moran rosso.
Gavan Magdala (ガヴァン・マグダラ?, Gavan Magudara)
Doppiato da: Tetsu Inada
Un pilota di mobile suit Towasangan. Piloti uno Zacks.
Flaminia Kalle (フラミニア・カッレ?, Furaminia Karre)
Doppiata da: Sakiko Tamagawa
Un membro della Resistenza Towasangan che in realtà è una spia del Venus Globe.
Lorucca Biskes (ロルッカ・ビスケス?, Rorukka Bisukesu)
Doppiato da: Atsuki Tani
Un meccanico della Resistenza Towasanga che ha contribuito a costruire l'YG-111 G-Self dai progetti della Rosa di Hermes.
Miraji Barbaros (ミラジ・バルバロス?, Miraji Barubarosu)
Doppiato da: Hideyuki Umezu
Un meccanico della Resistenza Towasanga che ha contribuito a costruire l'YG-111 G-Self dai progetti della Rosa di Hermes.
Jean Byeon Hazm (ジャン・ビョン・ハザム?, Jan Byon Hazamu)
Doppiato da: Itaru Yamamoto
Primo Ministro di Towasanga.

### Venus Globe
La Gu (ラ・グー?, Ra Gū)
Doppiato da: Takehito Koyasu
Testa del globo di Venere. A causa della bassa gravità di Venere, il suo corpo è gravemente indebolito e atrofizzato. Indossa un esoscheletro meccanico per apparire normale.
Elle Kind (エル・カインド?, Eru Kaindo)
Doppiato da: Yutaka Nakano
Capitano della Crescent Ship, che viaggia tra il Globo di Venere e Towasanga per consegnare batterie di fotoni sulla Terra.

### G-IT Laboratory
Kia Mbeki (キア・ムベッキ?, Kia Mubekki)
Doppiato da: Nakai Kazuya
Direttore del Laboratorio G-IT di Venus Globe. Pilota l'armatura mobile Conque de Venus e il VGGM-Gb03 Gaeon.
Chickara Dual (チッカラ・デュアル?, Chikkara Dyuaru)
Doppiata da: Keiko Sugiura
Un pilota di mobile suit del G-IT Laboratory che lavora costantemente per contrastare la bassa gravità della Sfera di Venere. Pilota il VGGM-SC02 Gastima.
Kun Soon (クン・スーン?, Kun Sūn)
Doppiato da: Ami Koshimizu
Un pilota di mobile suit del laboratorio G-IT che ha una relazione con Kia Mbeki. Pilota l'armatura mobile Grod e Mazraster.
Rosenthal Kobashi (ローゼンタール・コバシ?, Rōzentāru Kobashi)
Doppiato da: Junichi Suwabe
Un pilota di mobile suit da laboratorio G-IT. Pilota lo Z'Gocky.
Yaan Zishar (ヤーン・ジシャール?, Yān Jishāru)
Doppiato da: Shintarō Asanuma

## Episodi
| Nº | Titolo italiano (traduzione letterale) Giapponese 「Kanji」 - Rōmaji | In onda          | In onda |
| Nº | Titolo italiano (traduzione letterale) Giapponese 「Kanji」 - Rōmaji | Giapponese       |         |
| 1  | Il misterioso mobile suit 「謎のモビルスーツ」 - Nazo no Mobiru Sūtsu | 23 agosto 2014   |         |
| 1  | R.C. 1014: Un misterioso mobile suit, G-Self, è inseguito da un gruppo di pirati spaziali e dalla Guardia della Capitale. La tuta viene catturata dai pirati e il pilota della tuta, Raraiya Monday, viene catturato dalla Guardia della Capitale. Una settimana dopo, una classe di cadetti dell'Accademia della Guardia Capitale sta guidando un modulo di trasporto Crown lungo l'ascensore orbitale, la Capital Tower, per raggiungere lo spazio dove possono condurre il loro primo addestramento dal vivo con i mobile suit. Durante la salita, la loro Corona viene attaccata dai pirati spaziali e dai loro mobile suit, uno dei quali è il G-Self. Bellri Zenam, il più giovane dei cadetti, pilota un mobile suit di manutenzione per tenere a bada il G-Self e aiuta a catturare il costume da pirata e il suo pilota, Aida Surgan. |                  |         |
| 2  | G-Self, sollevati! 「G-セルフ起動!」 - G-Serufu kidō! | 23 agosto 2014   |         |
| 2  | Il Territorio della Capitale viene attaccato da uno squadrone di mobile suit pirata spaziali guidati da Cahill Saint, che vuole salvare l'Aida catturata. Bellri e il suo amico Noredo riescono a salvare Aida poiché la struttura in cui era tenuta è stata danneggiata durante l'attacco. Incaricato di pilotare il G-Self per respingere l'attacco dei pirati, Bellri uccide Cahill in un atto di autodifesa mentre Aida guarda. |                  |         |
| 3  | La pressione del Montero 「モンテーロの圧力」 - Montēro no atsuryoku | 23 agosto 2014   |         |
| 3  | Pilotando il Montero, l'asso dei pirati spaziali Klim Nick cerca di assaltare ancora una volta il Territorio della Capitale nel tentativo di salvare Aida dalle sue grinfie. Mentre scoppia la battaglia, Bellri, Aida, Noredo e Raraiya si trovano nella cabina di pilotaggio di G-Self mentre testano le loro abilità di pilotare il mobile suit. Aida riesce a strappare il controllo del G-Self agli altri, che rimangono nella cabina di pilotaggio mentre fugge dalla prigionia con Klim. |                  |         |
| 4  | La danza selvaggia dei guanti 「カットシー乱舞」 - Kattoshī ranbu | 16 ottobre 2014  |         |
| 4  | Klim e Aida tornano sulla nave madre dei pirati spaziali, la Megafauna, con il G-Self, insieme a Bellri, Noredo e Raraiya, che sono tenuti in ostaggio. Nel frattempo, l'Esercito della Capitale, il nuovo esercito del Territorio della Capitale, viene ufficialmente svelato al pubblico e la sua prima missione è salvare gli ostaggi dalla Megafauna. Bellri, volendo proteggere Noredo e Raraiya, pilota il G-Self per porre fine ai combattimenti, ma finisce per essere costretto a difendersi dai mobile suit dell'Esercito della Capitale e respinge con successo i loro attacchi. |                  |         |
| 5  | Il nemico è l'Esercito della Capitale 「敵はキャピタル・アーミィ」 - Teki wa Kyapitaru Āmyi | 23 ottobre 2014  |         |
| 5  | L'Esercito della Capitale svela un nuovo mobile suit, l'Elf Bullock, pilotato dal misterioso Mask che guida una squadra per attaccare ancora una volta la Megafauna. Dopo aver guadagnato la fiducia dell'equipaggio di Megafauna, Bellri promette ad Aida che proteggerà la nave per rimediare all'uccisione di Cahill, e ancora una volta aiuta a combattere i mobile suit dell'Esercito della Capitale. Tuttavia, Bellri e Noredo rivelano che stanno segretamente spiando i pirati e hanno un piano per fuggire con il G-Self. |                  |         |
| 6  | Dellensen, un temibile nemico 「強敵、デレンセン!」 - Kyōteki, Derensen! | 30 ottobre 2014  |         |
| 6  | La Megafauna si lancia nello spazio per creare una distrazione per la flotta spaziale americana che si sta riunendo. Dellensen Samatar, il vecchio istruttore di Bellri presso le Guardie della Capitale, pilota un Toro Elfo per guidare una squadra di mobile suit per cercare di salvare Bellri. All'insaputa di Dellensen, il G-Self è in realtà pilotato da Bellri, e i due si impegnano in combattimento. I due alla fine scoprono l'identità l'uno dell'altro, ma era troppo tardi quando Bellri spara al Toro Elfo di Dellensen, uccidendo il suo vecchio istruttore nel processo. |                  |         |
| 7  | Il feroce assalto della squadra di Mask 「マスク部隊の強襲」 - Masuku butai no kyōshū | 6 novembre 2014  |         |
| 7  | Frustrata dal crescente potere dell'Esercito della Capitale, così come dal loro comportamento militaristico, e per vedere suo figlio Bellri, il direttore della Capital Tower Wilmit Zenam decide di fuggire sulla Terra su un piccolo aereo, senza alcuna tuta spaziale da indossare. Nel frattempo, una nuova squadra d'attacco viene formata dall'Esercito della Capitale, composta esclusivamente da Kuntala e guidata dall'enigmatico Mask. Mask e la sua squadra attaccano la Megafauna mentre Raraiya sta pilotando il G-Self durante un volo di prova. L'Esercito della Capitale sembra vincere la battaglia quando una potente armatura mobile americana, l'Armorzagan, fa la sua comparsa in battaglia e costringe i mobile suit dell'Esercito della Capitale a fuggire. |                  |         |
| 8  | Padre, madre e Mask 「父と母とマスクと」 - Chichi to haha to Masuku to | 13 novembre 2014 |         |
| 8  | Le forze di Mask si allontanano dall'attaccare i mobile suit di Megafauna a causa degli attacchi improvvisi dell'armatura mobile americana. La macchina di prova del pilota dell'esercito americano Mick Jack, Armorzagan, tiene a bada le forze di Mask mentre l'ispettore generale Gusion dell'esercito americano appare con una forza di rifornimento in viaggio verso la Megafauna. Bellri è sorpreso di apprendere che Gusion è il padre di Aida. La task force di rifornimento dell'Ispettore Generale rimette a posto lo zaino di volo danneggiato del G-Self con un pacchetto di volo sperimentale chiamato "Tricky Backpack", che dà al G-Self di Bell nuove capacità di interferire con l'elettronica dei mobile suit. Aida prende il suo G-Arcane per scortare suo padre viaggiando con il suo aereo da trasporto, ma improvvisamente abbandona suo padre quando rilevano l'emergere di una macchina non identificata dalla direzione della Capital Tower. Mask lotta contro l'equipaggiamento Tricky Pack del G-Self e deve abbandonare la battaglia. Nel frattempo, Aida pilota il suo G-Arcane fino ai limiti dell'altitudine di volo della sua macchina nel tentativo di intercettare l'oggetto sconosciuto. All'insaputa di Aida, la macchina non identificata che sta cercando di intercettare è pilotata dalla madre di Bell. Dopo la conclusione della battaglia con Mask, Bellri si precipita ad aiutare Aida nel suo G-Self, ma presto scopre che l'aliante orbitale in arrivo è sua madre. Bell riesce a trattenere Aida e prende l'aliante, riportandolo sano e salvo alla Megafauna. Il direttore delle operazioni della Capital Tower Wilmit Zenam (la madre di Bellri) incontra faccia a faccia Gusion sulla Megafauna e fornisce la sua spiegazione dei motivi della sua nazione per fingersi pirati e far rivivere tecnologie proibite. Zenam fa fatica a crederci, tuttavia Aida presenta foto di attività illegali intorno alla Luna. Wilmit diventa sconvolto e dice a Bellri e alle altre ex vittime del rapimento che stanno tornando nella capitale. Altrove, Manny, che è a bordo della Garanden come recluta dell'Esercito della Capitale e presta servizio come volontario sulla nave da guerra, incontra il Capitano Mask di ritorno dalla sua sconfitta. Anche se non lo ammette, Manny viene a conoscenza della vera identità di Capitan Mask. |                  |         |
| 9  | La Megafauna si dirige a sud 「メガファウナ南へ」 - Megafauna minami e | 20 novembre 2014 |         |
| 9  | Grazie al suggerimento di Bellri, la Megafauna decide di dirigersi verso il Territorio della Capitale per ottenere maggiori informazioni sui conflitti imminenti. La nave sarebbe stata attaccata dall'Esercito della Capitale, ma riesce a respingerli. Attraverso le connessioni di Wilmit, la Guardia della Capitale, guidata dal tenente Kerbes, li scorta in un nascondiglio. |                  |         |
| 10 | Fuga dal territorio 「テリトリィ脱出」 - Teritoryi dasshutsu | 27 novembre 2014 |         |
| 10 | Dopo essere stata scoperta dall'Esercito della Capitale, la Megafauna fugge dal Territorio della Capitale con il tenente Kerbes trasformato in canaglia mentre viene inseguito dall'ufficiale dell'Esercito della Capitale Becker Shadam, che pilota una nuova unità nota come Wuxia. Il G-Self aiuta a proteggere Aida e il suo G-Arcane, sconfiggendo Becker nel processo. La nave si lancia quindi nello spazio per indagare sulla presunta minaccia proveniente dalla luna. |                  |         |
| 11 | Carica! Guerra spaziale 「突入! 宇宙戦争」 - Totsunyū! Uchū sensō | 4 dicembre 2014  |         |
| 11 | Con l'Esercito della Capitale e l'Esercito Ameriano che potenziano notevolmente le loro forze spaziali, così come la minaccia percepita dalla luna, si sta preparando una guerra spaziale. Una squadra di mobile suit conosciuta come Mack Knife con diversi Catsith dell'astronave Garanden dell'Esercito della Capitale, guidata da Mask, fa una sortita per attaccare la Megafauna nello spazio, ma viene respinta da Bellri e dal G-Self. |                  |         |
| 12 | La Capital Tower è occupata 「キャピタル・タワー占拠」 - Kyapitaru Tawā senkyo | 11 dicembre 2014 |         |
| 12 | La flotta dell'Armata Ameriana combatte contro l'Armata della Capitale. Dopo il ritiro delle forze dell'Esercito della Capitale, gli Ameriani occupano silenziosamente la cima della Capital Tower e tengono prigioniero il Papa. Tuttavia, forze sconosciute attaccano l'Armata Ameriana dall'orbita lunare. |                  |         |
| 13 | Coloro che vennero dalla Luna 「月から来た者」 - Tsuki kara kita mono | 18 dicembre 2014 |         |
| 14 | Battaglie spaziali e di mobile suit 「宇宙、モビルスーツ戦」 - Uchū, Mobiru Sūtsu-sen | 25 dicembre 2014 |         |
| 14 | Le forze sconosciute si identificano come Towasanga. Dopo aver appreso ciò, l'Esercito della Capitale e gli Ameriani decisero di unire le forze per combattere contro la nuova minaccia. Mentre i piloti tornano all'incontro, Klim Nick scopre le vere ambizioni della forza di Towasanga, portare a termine la loro missione di una RECONQUISTA. Mentre uno dei piloti di Towasanga si infuria in una scazzottata, dice che lo sporco segreto dell'esercito americano è quello di rifornirsi con le batterie fotoniche di Towasanga. |                  |         |
| 15 | Voliamo via! Verso Towasanga 「飛べ! トワサンガへ」 - Tobe! Towasanga e | 8 gennaio 2015   |         |
| 15 | Mentre l'equipaggio di Megafauna si muove verso Towasanga, viene intercettato da una nave Dorette, Raraiya ora completamente guarito si unisce alla lotta. |                  |         |
| 16 | La guerra di Beliri 「ベルリの戦争」 - Beruri no sensō | 15 gennaio 2015  |         |
| 16 | Bellri e Aida scoprono la loro vera origine: entrambi sono nati a Towasanga come fratelli biologici della famiglia Rayhunton, la madre e il padre sono figure di spicco di un movimento di resistenza. Incerto su come sentirsi, Bellri si precipita fuori nel G-Self. |                  |         |
| 17 | La decisione di Aida 「アイーダの決断」 - Aīda no ketsudan | 22 gennaio 2015  |         |
| 17 | Mentre ripuliscono i detriti della colonia, l'equipaggio di Megafauna viene attaccato da Mask e Barara in un nuovo mobile suit sperimentale. Aida desidera saperne di più sulle origini delle batterie fotoniche e del Globo di Venere. |                  |         |
| 18 | Cavalcare la mezzaluna 「三日月に乗れ」 - Mikadzuki ni nore | 29 gennaio 2015  |         |
| 18 | Per raggiungere Venere, la Megafauna deve salire a bordo di un'altra nave più grande, la Luna Crescente. Quando salgono a bordo, Bellri e Aida scoprono che le loro collane Rayhunton hanno un effetto sul motore. |                  |         |
| 19 | La banda Venus Globe 「ビーナス・グロゥブの一団」 - Bīnasu Gurobu no ichidan | 5 febbraio 2015  |         |
| 19 | Mentre si tiene in forma e discute di ideali, un gruppo che si fa chiamare G-IT Lab prende il controllo della nave. Bellri perde i sensi a causa di un traditore dell'equipaggio. |                  |         |
| 20 | Lo spazio all'interno di un Frame 「フレームのある宇宙」 - Furēmu no aru uchū | 12 febbraio 2015 |         |
| 20 | Il G-self è stato preso ma l'equipaggio non si è arreso. Ne segue una rissa e il Venus Globe viene gravemente danneggiato da Kia. |                  |         |
| 21 | Il peso del mare 「海の重さ」 - Umi no omo-sa | 19 febbraio 2015 |         |
| 21 | Mentre l'equipaggio di Megafauna indaga sul Venus Globe trovando molti potenti Mobile Suit, il G-IT Lab cerca di rimediare al loro errore subendo un'enorme perdita. |                  |         |
| 22 | Riunioni nella sfera terrestre 「地球圏再会」 - Chikyū-ken saikai | 26 febbraio 2015 |         |
| 22 | Aida ha un incontro con La Gu, il leader del Venus Globe, scoprendo la scioccante verità dietro ciò che lo spazio ha fatto ai corpi delle persone e l'origine di quella che conosce come Cumpa Rusita. La Luna Crescente ritorna sulla terra. |                  |         |
| 23 | Il suono di un Newtype 「ニュータイプの音」 - Nyūtaipu no oto | 5 marzo 2015     |         |
| 23 | Mentre la flotta Dorette si rafforza, Rockpie Geti parla con Mashner Hume dei loro sentimenti e della cura reciproca. All'inizio della battaglia, Becker Shadam dell'Esercito della Capitale lancia la squadra Wuxia per combattere triplice contro la Flotta Dorette, gli Ameriani e la Megafauna. Mentre gli Ameriani si ritirano, Rockpie mostra il potenziale della Tenda di Trave del Gaitrash, che usa come frusta per sferrare un colpo all'attacco della squadra Wuxia, eliminando la macchina di Becker e uccidendolo. Quindi, una delle tre unità di Dieci Polizia del gruppo Megafauna cerca di fermare il Gaitrash ma viene anche eliminata, costringendo Bellri a usare lo Zaino Perfetto del G-Self per annullare la Tenda del Raggio del Gaitrash, lasciando Rockpie disarmato per Bellri per usare la modalità Assalto per sparare al Gaitrash. Mentre Rockpie incontra il suo destino, urla a Mashner per avere pietà. |                  |         |
| 24 | Caleidoscopio spaziale 「宇宙のカレイドスコープ」 - Uchū no Kareidosukōpu | 12 marzo 2015    |         |
| 24 | Le forze della G-IT Corp e del Capitano Mask si uniscono e iniziano il loro piano per atterrare sulla Terra. Le flotte Amerian e Dorette inizialmente concordano un armistizio, con il leader della Capital Tower libero di tornare dopo essere stato tenuto in ostaggio. Le forze Amerian e Dorette decidono di unire le forze per combattere l'Esercito della Capitale, mentre segretamente i piani della Flotta Dorette portano avanti la Ricognizione, una colonizzazione della Terra. Tuttavia, la nave Full Moon, sotto il controllo della G-IT Corp, lancia l'unica armatura mobile chiamata Yggdrasil. Questa armatura mobile utilizza il suo esclusivo Tender Beam e la barriera riflettente per devastare le flotte Dorette e Amerian, mentre la Megafauna lancia il suo complemento di Mobile Suit e cerca di fermare Yggdrasil. |                  |         |
| 25 | Attraversare la linea della morte 「死線を越えて」 - Shisen wo koete | 19 marzo 2015    |         |
| 25 | La G-IT Corp e le forze di Capitan Mask finiscono sotto il fuoco delle forze sopravvissute sia degli Ameriani che dell'ultima nave della Flotta Dorette. Tutti corrono per cercare di intercettare la nave Full Moon della G-IT Corp, mentre Capitan Mask e Manny usano i loro Mobile Suit appena acquisiti da Venus per guidare le sue forze in difesa delle loro navi. Riescono a distruggere l'ultima nave da guerra della Flotta Dorette e le sue forze di mobile suit mentre tutti entrano nel rientro. Bellri, cercando di ricognire la situazione, viene attaccato da Capitan Mask e Manny nel suo G-Rach rubato, ma sono costretti a ritirarsi a causa del rientro nell'atmosfera terrestre, alla quale sopravvivono a malapena. |                  |         |
| 26 | Sorgere slla Terra 「大地に立つ」 - Daichi ni tatsu | 26 marzo 2015    |         |
| 26 | Mentre la battaglia si intensifica, Bellri riesce a sottomettere Kun Soon della G-IT Corp e Capitan Mask senza ucciderli entrambi. Alla fine Aida riesce a fermare la battaglia. Più tardi, la Crescent Ship e la Megafauna partono pacificamente per l'America. Mentre la cerimonia di vittoria continua in America, il presidente Zucchini Nicchini mente dicendo che suo figlio Klimton ha combattuto fino alla morte in guerra, ma improvvisamente vede la luna dividersi e apparire la Crescent Ship. Klimton, arrabbiato non solo per le bugie di suo padre, ma anche per la sporca distribuzione di batterie fotoniche da Towasanga all'America, ordina a Steer di investire il presidente con la Crescent Ship. Mentre la nave corre per le strade della città, getta il presidente fuori dal palco e grandi pezzi di detriti cadono su di lui, forse uccidendolo, con i cittadini che scappano dalla distruzione causata dalla nave. Più tardi, quando i sopravvissuti iniziano ad andare d'accordo, Bellri decide di viaggiare per il mondo da solo, con il Giappone come punto di partenza. |                  |         |

## Produzione
Lo sviluppo della serie è iniziato prima del 2009, quando Yoshiyuki Tomino ha contattato il character designer Kenichi Yoshida per eseguire il lavoro preliminare di progettazione.
L'annuncio è stato pubblicizzato per la prima volta nel settembre 2011 con il nome in codice G-Reco. In precedenza, nel novembre 2010, Tomino aveva presentato in anteprima un romanzo incompiuto nel numero 100 di Gundam Ace chiamato Hajimetai Capital G no Monogatari (はじめたいキャピタルGの物語?), che ruotava attorno a un ascensore spaziale con personaggi e ambientazioni simili. Lo scenario dello spettacolo è stato completato e l'anime ha iniziato la produzione completa nel 2012.
Reconguista in G è stato ufficialmente svelato all'evento del 35° anniversario di Gundam il 20 marzo 2014. Durante la presentazione, Tomino ha spiegato che la "G" sta per "Gundam", ma significa principalmente "terra". Ha anche spiegato che la parola "reconguista" si basa sulla parola spagnola reconquista; tuttavia, il pubblico giapponese preferisce una "g" sonora nel titolo, il che ha reso necessario il cambiamento.
Gundam Reconguista in G è il primo grande lavoro animato originale di Yoshiyuki Tomino da Wings of Rean nel 2004, anche se aveva diretto un cortometraggio in CGI per il 30° anniversario di Gundam nel 2009 chiamato Ring of Gundam. I disegni dei personaggi della serie sono di Kenichi Yoshida, che ha avuto il suo primo credito nel design dei personaggi in Overman King Gainer di Tomino. I disegni meccanici sono di Akira Yasuda, che in precedenza ha lavorato con Tomino come character designer in Turn A Gundam e mecha designer in Overman King Gainer, Kimitoshi Yamane, che ha lavorato anche con Tomino in Overman King Gainer, e Ippei Gyōbu, un illustratore pubblicitario che stava lavorando ai suoi primi progetti meccanici. Yuugo Kanno è il compositore della musica.

### Cortometraggio
Il 21 maggio 2015 è stato rilasciato un cortometraggio con scene mecha 3D CGI, con una battaglia tra G-Self e G-Arcane e l'RX-0 Unicorn Gundam 03 Phenex di Mobile Suit Gundam Unicorn. Il film è stato distribuito al Gundam Front Tokyo's Wall-G Theater di Odaiba, Tokyo, Giappone.

### Film compilation
La serie ha ricevuto cinque film compilation. Il primo film, Go! Core Fighter, è stato presentato in anteprima il 29 novembre 2019. Il secondo film, Bellri's Fierce Charge, è stato presentato in anteprima il 21 febbraio 2020. Altri film sono stati ritardati a causa della pandemia di coronavirus del 2020. Il terzo film, Legacy from Space, è stato presentato in anteprima il 22 luglio 2021. Il quarto film, Love That Cries Out in Battle, è stato presentato in anteprima il 22 luglio 2022 e il quinto film, Beyond the Peril of Death, è stato presentato in anteprima il 5 agosto 2022.

## Distribuzione
I primi tre episodi sono stati raccolti per le proiezioni in anteprima in un numero limitato di cinema giapponesi a partire dal 23 agosto 2014. Questo film è stato reso disponibile sul sito di streaming giapponese Docomo Anime Store nel settembre 2014. La serie è andata in onda nel blocco Animeism dal 2 ottobre 2014 al 26 marzo 2015, con uno speciale di un'ora dei primi due episodi.
Sunrise ha rilasciato la serie in home video (tramite Right Stuf Inc.) nel 2016 mentre Anime Limited ha acquisito i diritti per distribuire la serie in Europa.

## Colonna sonora
La prima sigla di apertura è BLAZING di Garnidelia, e la sigla di chiusura è G no Senkō di Daisuke Hasegawa.
La seconda sigla di apertura è Futari no mahō (ふたりのまほう?) di May J.

## Altri media

### Manga
Un adattamento manga dello spettacolo di Tamon Ōta è stato serializzato sulla rivista Gundam Ace da ottobre 2014 a novembre 2019, quando è andato in pausa. Cinque volumi di compilation sono stati pubblicati da dicembre 2014 a maggio 2017.

### Videogiochi
Nel gioco Mobile Suit Gundam Extreme Vs. Force per PlayStation Vita, il G-Self è un'unità giocabile. Il Mack Knife è stato successivamente incluso come DLC. Entrambe le unità appaiono anche nel gioco arcade Mobile Suit Gundam Extreme Vs. Maxi Boost ON e successivamente soppiantate dal G-Arcane con il vestito completo e di nuovo G-Self con il pacchetto Perfect. In Mobile Suit Gundam Extreme Vs. 2, il Montero (l'unità di Klim Nick) è un'unità giocabile e successivamente soppiantata dal G-Lucifer e dal Kabakali. In Mobile Suit Gundam Extreme Vs. 2 XBoost, il G-Rach funge da unità boss. Più tardi, il Dahack funge da unità giocabile. In Mobile Suit Gundam Extreme Vs. 2 OverBoost, l'Hecate funge da unità giocabile.

## Accoglienza

### Critica
La reazione alla serie è stata mista. Toshio Okada, co-fondatore ed ex presidente di Gainax, ha espresso preoccupazioni riguardo alla comprensibilità dello show. Ha affermato che "la gente comune guarda questo e non sa cosa sta succedendo" e "Va bene farlo per i bambini di oggi, ma chi pensa che siano i bambini di oggi? Chi pensa che siano i bambini che guardano Yo-kai Watch?" Lauren Orsini di Anime News Network lo ha criticato nella sua recensione della serie di Gundam nel suo complesso. Affermando "La narrazione è così confusa che potrebbe volerci l'intera serie per capire cosa sta succedendo". Ha raccomandato di non guardarlo interamente. Nel frattempo, il critico sociale giapponese e caporedattore della rivista PLANETS, Uno Tsunehiro, ha dato una risposta critica molto positiva, affermando che "[È] a mio modesto parere, questo disorientamento è in qualche modo intenzionale... Quello che vediamo qui può essere un messaggio intenso che va contro i tempi". Ha continuato affermando che riflette i dilemmi che l'umanità ha affrontato nel 20° secolo e come la tecnologia e la cultura dell'era digitale ci abbiano fatto perdere la nostra capacità di percepire e comprendere queste realtà distaccate. Allo stesso modo, lo scrittore Gen Urobuchi ha scritto una risposta critica molto positiva, affermando che "Se ci sono infinite possibilità nella scrittura, è possibile scrivere una storia sul potenziale pericolo delle storie? Una storia che rinuncia alle storie? Sì lo è. Reconguista di G l'ha fatto", e "Quando ho visto i titoli di coda mi sono commosso, ed ho esclamato "ce l'hanno fatta!". Ero preoccupato per i limiti della narrazione ed ero solo grato per questo schiaffo da parte di un creatore veterano nei miei confronti. Reconguista in G mi ha fatto genki."
Nell'aprile 2015, Tomino, rispondendo alle critiche, si è scusato con coloro che non comprendevano la storia, affermando: "Se le persone mi dicono: 'Non sono riuscito a capirlo perché non sei bravo in quello che fai', allora non c'è nulla da dire per me se non 'Mi dispiace'".
Commercialmente la serie è stata un successo. Il Blu-ray in edizione limitata ha debuttato al 15° posto nella classifica Oricon, con 3.864 unità vendute durante la prima settimana. Il secondo volume del Blu-ray ha debuttato al quarto posto nella classifica Oricon, con 7.322 unità vendute nella prima settimana. Secondo la classifica Oricon, Gundam Reconguista in G si è classificato come il 22° anime più venduto del 2015 con 76.419 unità vendute in totale.